# Schattenjagers in Bokrijk
Schattenjagers in Bokrijk is het 251e stripverhaal van Jommeke. De reeks wordt getekend door Studio Jef Nys. Het album verscheen op 4 augustus 2010. Dit is het eerste album waar Gerd Van Loock het scenario voor heeft bedacht.

## Personages
In dit verhaal spelen de volgende personages mee:
- Jommeke, Flip, Filiberke, Professor Gobelijn, Annemieke en Rozemieke, Pekkie, Choco, Anatool, Marie, Teofiel, Kwak, Boemel, Gravin van Stiepelteen, Odilon, Fifi en De begijntjes.

## Verhaal
Bij een televisiestudio zitten ze met een probleem. Niemand kijkt nog naar hun programma's. De directeur grijpt in en doet een oproep aan alle mensen. Hij vraagt om een nieuw idee. De bedenker van een nieuw kijkcijferkanon zal ook rijkelijk beloond worden. Later op de dag gaat Jommeke naar Filiberke. Filiberke zijn fantasie is werkelijk onbegrensd. Hij is weer een spelletje aan het spelen, namelijk tijdreiziger met zijn supertijdmachine. Wanneer Jommeke dit ziet, krijgt hij een fantastisch idee. Hij stapt meteen naar de directeur van het televisiestudio en legt hem uit om een zogenaamde teletijdmachine te gebruiken. Met behulp van twee simpele zielen kan een reis naar het verleden in beeld gebracht worden. Flip kan alles filmen door een speciale bril met ingebouwd zendertje die de beelden rechtstreeks naar de regiekamer stuurt. De directeur vindt het idee prachtig. Professor Gobelijn maakt een nepteletijdmachine: wanneer je de sleutel omdraait, komt er automatisch een slaapverwekkend gas vrij. Tijdens de diepe slaap kan dan alles in orde worden gebracht om de simpele zielen bij het ontwaken zich 100 jaar terug in de tijd te wanen. De simpele zielen zijn niemand minder dan Kwak en Boemel. Bovendien zullen heel wat inwoners hun medewerking verlenen. Ze doen alsof ze zogenaamde voorouders van de huidige bewoners zijn. De perfecte locatie om dit te doen is Bokrijk uiteraard. Jommeke maakt met de computer een nepartikel dat hij in het wetenschappelijk tijdschrift zet. Kwak en Boemel geloven het bestaan van de tijdmachine echt. Ze dromen al van een rooftocht in het verleden. Die nacht trekken ze naar het domein van Gobelijn en stelen de teletijdmachine. Flip filmt alles. Intussen doet het slaapgas zijn werk en iedereen vertrekt richting Bokrijk. Wanneer Kwak en Boemel ontwaken denken ze al snel aangekomen te zijn in Zonnedorp van 100 jaar geleden. Ze begeven zich al snel op het roverspad. Doch Anatool, die het spel meespeelt, krijgt iets te horen over kostbaar zilver dat tentoongesteld is in het museum van Bokrijk. Hij steelt het zilverwerk. Kwak en Boemel hebben de zogenaamde bewoners van lang geleden gedwongen al hun waardevolle spullen op een kar te laden. Met de kar vastgemaakt aan de tijdmachine willen ze terug naar de huidig tijd. Het slaapgas doet een tweede maal zijn werk. Wanneer ze ontwaken zijn ze aan de schandpaal geketend. Kwak en Boemel krijgen eerst de schuld van de diefstal van het zilverwerk. Maar meteen wordt duidelijk wie echt met het zilver is gaan lopen. Anatool kan al snel ingerekend worden door de politie. Kwak en Boemel wordt duidelijk gemaakt dat alles nep is. Ze zijn niet echt blij omdat ze belachelijk zijn gemaakt voor heel Vlaanderen. Tot het moment de directeur van de televisiestudio hen een beloning overhandigt. Alles is vergeten en vergeven.

## Achtergronden bij het verhaal
- Het Provinciaal Domein Bokrijk is een openluchtmuseum en gelegen in de Belgische stad Genk.
- Sinds album 251 worden Van Loock en Delzenne ook met hun naam op de Jommekesalbums vermeld.
- Het idee van het verhaal is lichtjes gebaseerd op de film, The Truman Show.